# Crocidura dhofarensis
A Crocidura dhofarensis („zofári cickány”) az emlősök (Mammalia) osztályának Eulipotyphla rendjébe, ezen belül a cickányfélék (Soricidae) családjába és a fehérfogú cickányok (Crocidurinae) alcsaládjába tartozó faj.

## Előfordulása
A faj egyetlen helyről ismert: Omán délnyugati részéről, a Zofár kormányzóságbeli Hadráfi közeléből. Élőhelyének kiterjedése nem ismert.